# USS LST-879
O USS LST-879 foi um navio de guerra norte-americano da classe LST que operou durante a Segunda Guerra Mundial.